# Четан Ананд (режисер)
Чета́н Ана́нд (гінді चेतन आनंद, англ. Chetan Anand; нар. 3 січня 1915, Лахор, Пенджаб, Британська Індія (зараз Пакистан)) — пом. 6 липня 1997, Мумбаї, Махараштра, Індія) — індійський кінорежисер, продюсер і сценарист. Лауреат Гран-прі 1-го Каннського міжнародного кінофестивалю за фільм «Місто в долині» .

## Біографія
Четан Ананд народився 3 січня 1915 року в Лахорі у Британській Індії (нині територія Пакистану) або згідно з іншими джерелами в Гурдаспурі (штат Пенджаб) у сім'ї заможного адвоката Пішорі Лала Ананда. Двоє його молодших братів Дів і Віджай також згодом пов'язали себе з індустрією кіно. Його сестра — мати режисера Шекхара Капура.
Після закінчення Державного Коледжу Лахора він деякий час працював на BBC і викладав історію в Doon School в Деградуні. На початку 1940-х Четан написав сценарій фільму про Ашока Великого і вирушив до Бомбею, щоб його продати. Там він зустрівся з режисером Фані Мажумдар, який запропонував йому роль у фільмі Rajkumar 1944 року.
У 1946 році відбувся його режисерський дебют з фільмом «Місто в долині», який завоював «Гран-прі» (разом зі ще десятьма стрічками) 1-го Каннського кінофестивалю. Це була одна з перших індійських кінострічок, що отримали міжнародне визнання. У фільмі дебютували акторка Каміні Каушал і композитор Раві Шанкар.
У 1949 році разом зі своїм братом Девом Анандом Четан заснував Navketan Productions, під банером якої вийшов його наступний фільм «Ревізор», заснований на однойменній п'єсі Н. В. Гоголя, з Девом Анандом і Сурайєю у головних ролях. Фільм мав помірний успіх. Потім були «Ураган» і «Водій таксі». «Водій таксі» став першим касовим успіхом Четана Ананда і залишається найприбутковішим фільмом Navketan Productions до сьогодні.
На зніманні фільму «Фантуш» між братами виникли розбіжності, і в 1960 році Четан заснував свою власну продюсерську компанію Himalaya films. У 1964 році він зняв один з ранніх індійських фільмів про війну «Реальність». Знята в період після Китайсько-індійської війни, «Реальність» виграла Національну кінопремію як другий найкращий художній фільм року.
У фільмі Ананда 1966 року «Останній лист» дебютував майбутня «зірка» Боллівуду Раджеш Кханна. Згодом, знявши Раджеша у своєму фільмі «Зворотна сторона любові», сюжет якого заснований на ідеї реінкарнації, він забезпечив йому тимчасове повернення колишньої популярності.
Окрім знятих Анандом 17 фільмів, він також брав участь в створенні серіалу Param Vir Chakra, що транслювався на каналі DD National у 1988 році.

### Особисте життя
Четан Ананд був одружений з Умою Ананд (до шлюбу Чаттерджі), з якою дружив з дитинства. Ума виступила в ролі акторки і сценаристки в кількох його перших фільмах. У шлюбі народилися два сини: Кетан і Вівек. У 1964 році Ума залишила чоловіка заради театрального продюсера і колекціонера живопису Ебрагіма Алказі. Опіка над дітьми залишилася за батьком.
З 1967 року Четан Ананд знаходився у стосунках з акторкою Прією Раджванш, що дебютувала в його фільмі «Реальність». Їхні стосунки продовжилися до смерті Четана.

## Визнання
| Нагороди та номінації Четана Ананда    | Нагороди та номінації Четана Ананда | Нагороди та номінації Четана Ананда | Нагороди та номінації Четана Ананда |
| Рік                                    | Категорія                           | Фільм                               | Результат                           |
| -------------------------------------- | ----------------------------------- | ----------------------------------- | ----------------------------------- |
| Каннський міжнародний кінофестиваль    |                                     |                                     |                                     |
| 1946                                   | Гран-прі фестивалю                  | Місто в долині                      | Перемога                            |
| Венеційський міжнародний кінофестиваль |                                     |                                     |                                     |
| 1952                                   | Золотий лев                         | Шторми                              | Номінація                           |
| Премія «Filmfare»                      |                                     |                                     |                                     |
| 1966                                   | Найкращий режисер                   | Реальність                          | Номінація                           |